# 冯砚祖
冯砚祖（1961年—2018年8月5日），台湾台中人，企业家。

## 生平
冯砚祖毕业于国立中兴大学经济学系。1988年-2003年，冯砚祖任家乐福(中国)北方区、南方区总经理。2003年-2009年，任百佳超级市场中国区总经理。2010年-2018年，任老百姓大药房执行总裁。
2018年，冯砚祖因病去世。